# Albert Hüper
Albert Hüper (* 15. Mai 1870 in Leipzig; † 23. Jänner 1956 in Enns, Oberösterreich) war ein österreichischer Industrieller und Politiker.

## Leben
Hüper wurde Drucker und arbeitete in Neapel und Hamburg, nach seiner Verehelichung im Jahre 1896 in Karlsruhe und München, und kam 1900 zur Druckerei Wimmer nach Linz. Hier lernte er den Industriellen Titze kennen, trat in dessen Betrieb ein und wurde später Gesellschafter und Verwaltungsrat der Titze-AG. Bald war er auch in fachlichen Organisationen tätig. Unter anderem war Hüper Vizepräsident des Industriellenverbandes, Mitglied des Zensorenkollegiums der Österreichischen Nationalbank und Verwaltungsrat der Brau AG. Er wurde mit dem Berufstitel Kommerzialrat ausgezeichnet.
Zwischen 1934 und 1938 war Hüper Mitglied des Landtages für die Sparte Bergbau und Industrie.